# 家有兩個爸
是一部2015年美國喜劇片，由西恩·安德斯執導並和布萊恩·伯恩斯、約翰·莫里斯編劇。由威爾·法洛、馬克·華伯格和琳達·卡迪林尼主演。本片是法洛和華伯格繼2010年的動作喜劇片《B咖戰警》後的第二次合作。主要拍攝於2014年11月17日在路易斯安那州的紐奧良開始進行。
電影由派拉蒙影業定於2015年12月25日在美國上映。續集《家有兩個爸x2》於2017年上映。

## 劇情
故事敘述一位個性溫和的電台主管，同時也是一位努力與新婚太太的小孩打好關係的繼父，眼看生疏的親子關係好不容易有起色的同時，孩子們的親生父親竟然回來了！讓繼父更意外的是，這位親爹可是個風流倜儻的年輕壯漢，為了捍衛自己的地位，兩人默默展開「誰是最強老爸」的競賽！

## 演員
- 威爾·法洛 飾 布萊德·魏特克
- 馬克·華伯格 飾 達斯帝·梅倫
- 琳達·卡迪林尼 飾 莎拉·魏特克
- 史嘉蕾·艾斯特韋茲 飾 梅根·梅倫
- 歐文·瓦卡羅 飾 狄倫·梅倫
- 漢尼拔·布瑞斯 飾 葛利夫
- 鮑比·坎納瓦爾 飾 埃米利歐·法蘭西斯可醫生
- 湯馬斯·海登·喬許 飾 李歐
- 約翰·希南 飾 羅傑

## 反響

### 評價
爛番茄基於118篇專業評論持有31%低鮮度，平均得分4.9／10，觀眾亦給出49%不高平均分數。Metacritic得分42，好壞平均參雜。

### 發行
美國首映週末以3870萬美元位居當週亞軍，排於《STAR WARS：原力覺醒》（1.492億美元）之後。

## 續集
2016年4月21日，官方宣布有望推出續集，華伯格和法洛確認回歸，安德斯和莫里斯也會繼續合作編劇，且導演仍為安德斯。美國於2017年11月10日上映。

## 外部連結
- 官方网站
- 互联网电影数据库（IMDb）上《家有兩個爸》的资料（英文）
- 爛番茄上《家有兩個爸》的資料（英文）
- Metacritic上《家有兩個爸》的資料（英文）
- Box Office Mojo上《家有兩個爸》的資料（英文）
- AllMovie上《家有兩個爸》的资料（英文）
- 開眼電影網上《家有兩個爸》的資料（繁體中文）
- Yahoo奇摩電影上《家有兩個爸》的資料（繁體中文）
- 雅虎香港電影上《家有兩個爸》的資料（繁體中文）
- 时光网上《家有兩個爸》的資料（简体中文）
- 豆瓣电影上《家有兩個爸》的資料 （简体中文）